# Улыбышево (Тверская область)
Улыбышево — деревня в Сонковском районе Тверской области России. Входит в состав Григорковского сельского поселения.

## География
Деревня находится в восточной части Тверской области, в подзоне южной тайги, на левом берегу реки Корожечны, на расстоянии примерно 7 километров (по прямой) к юго-востоку от посёлка городского типа Сонково, административного центра района.

### Климат
Климат характеризуется как умеренно континентальный, с относительно прохладным влажным летом и умеренно мягкой снежной зимой. Среднегодовая температура воздуха — 2,6 °C. Минимальная температура воздуха в зимний период — −34 °C, максимальная температура воздуха летнего периода — 36 °С. Годовое количество атмосферных осадков составляет 450—650 мм, из которых большая часть выпадает в тёплый период. Среднегодовая скорость ветра — 2 м/с.

### Часовой пояс
Деревня Улыбышево, как и вся Тверская область, находится в часовой зоне МСК (московское время). Смещение применяемого времени относительно UTC составляет +3:00.

## Население
| 2010 |
| ---- |
| 0    |